# Phare du Fort de Punta Cavalo
Le phare du Fort de Punta Cavalo est un phare situé dans le Fort Cavalo dans la municipalité de Sesimbra, dans le district de Setúbal (Région de Lisbonne-et-Val-de-Tage au Portugal).
Il est géré par l'autorité maritime nationale du Portugal à Oeiras (Grand Lisbonne) .
Il est classé comme Immeuble d'intérêt public.

## Histoire
Le phare est situé dans l'ancien fort Saint-Théodose, construit entre 1648 et 1652 sur la Punta do Cavalo, dominant Sesimbra. Le phare et les logements des gardiens ont été érigés dans la batterie supérieure du fort en 1895. Il est entré en service en septembre 1896, émettant une lumière rouge fixe au sommet d'une tourelle métallique de 6 m. En 1927, c'est devenu un feu à occultations à éclat blanc.
En 1959, la tourelle blanche a été peinte en rouge, qui est sa couleur actuelle. En 1972, le phare est électrifié et, en 1983, il est automatisé et reçoit une lampe halogène avec changeur. À ce jour, le phare fonctionne avec un système optique dioptrique et catadioptrique à lentille de Fresnel de 5e ordre avec une longueur focale de 187,5 mm. Il émet un éclat blanc toutes les 15 s, à une hauteur focale de 35 m et d'une portée d'environ 25 km.
Identifiant : ARLHS : POR021 ; PT-363 - Amirauté : D2140 - NGA : 3512 .